# NGC 4993
NGC 4993 = NGC 4994 ist eine elliptische Galaxie im Sternbild der Wasserschlange. Abschätzungen der Entfernung mit verschiedenen Methoden ergeben Resultate im Bereich von rund 130 Millionen Lichtjahren. Am 17. August 2017 wurde in dieser Galaxie ein Gravitationswellenausbruch mit gleichzeitigem Gammastrahlenausbruch entdeckt.

## Entdeckungsgeschichte
Die Galaxie wurde zweimal entdeckt; zuerst am 26. März 1789 von Wilhelm Herschel mit einem 18,7-Zoll-Spiegelteleskop, der sie dabei mit „vF, vS“ beschrieb (Beobachtung geführt als NGC 4993); danach am 25. März 1836 von John Herschel, der dabei „pF, R, slbM, 35 arcseconds. Among stars“ notierte (geführt als NGC 4994).

## Beobachtungen 2017

Synopse der physikalischen Signale

Am 17. August 2017 wurden ein Gravitationswellensignal (GW170817) und ein Gammastrahlenausbruch (GRB170817A) in Koinzidenz beobachtet, deren Ursprung in dieser Galaxie lag. Die Beobachtung kann durch die Kollision zweier Neutronensterne (Kilonova) erklärt werden, was generell solche Ereignisse als (eine) Ursache von GRBs vermuten lässt.